# 天船五
天船五，即英仙座δ（δ Persei），是一颗位于英仙座的恒星，距离地球约527光年。
天船五是一颗蓝色B5III型巨星，视星等为3.01，是疏散星团英仙座α星团中第二亮的恒星，仅次于天船三（英仙座α）。